# سیتا قاسمی
سیتا قاسمی (زادهٔ ۶ آوریل ۱۹۷۹ در کابل) خواننده و ترانه‌سرا اهل افغانستان است. وی از سال ۲۰۰۸ میلادی تاکنون مشغول فعالیت بوده‌است. 

## زندگی‌نامه
سیتا قاسمی در ۶ آوریل ۱۹۸۳ در شهر کابل از پدر و مادری تاجیک زاده شد. او تا سن پنج سالگی در افغانستان زندگی می‌کرد. اما با شروع جنگ‌های داخلی خانواده سیتا مجبور به ترک کشور شدند. آن‌ها ابتدا به پاکستان و پس از مدتی به آلمان مهاجرت کردند. سیتا قاسمی از ازدواج اولش دارای دو فرزند می‌باشد. او در حال حاضر در شهر فرانکفورت زندگی می‌کند.وی برای بار دوم در سال ۲۰۲۴ با جوانی ایرانی به نام سعید سالمی ازدواج نموده است.
تقدیر در آمریکا

## فعالیت ‌هنری
سیتا ابتدا به صورت ترانه‌نویس همکاری خود را با هنرمندان افغانستان شروع کرد. اما پس از مدتی با همکاری ولی حجازی وارد عرصه خوانندگی شد؛ و اولین آهنگ مشترک خود را به نام دوباره (مهربان) منتشر کرد. سپس تصمیم گرفت به تنهایی اثری را منتشر کند، و این بار با آهنگ (با تصویریم چی می‌بینی) خودش را به عنوان خواننده به مردم معرفی کرد. ترانه‌های او بیشتر به زبان‌های فارسی دری و پشتو می‌باشد.